# Баткак (Татарстан)
Баткак (тат. Баткак) — деревня в Сармановском районе Татарстана. Входит в состав Старокаширского сельского поселения.

## География
Находится в верховье реки Малая Ирня, в 16 км к юго-западу от села Сарманово.

## История
Основана в XVIII веке. До 1860-х годов жители относились к сословию государственных крестьян. Занимались земледелием, разведением скота. 
В «Списке населенных мест по сведениям 1870 года», изданном в 1877 году, населённый пункт упомянут как деревня Баткак 2-го стана Мензелинского уезда Уфимской губернии. Располагалась при речке Малой Ирне, по правую сторону просёлочной дороги из Бугульмы в Мамадыш, в 80 верстах от уездного города Мензелинска и в 18 верстах от становой квартиры в селе Александровское (Кармалы). В деревне, в 22 дворах жили 140 человек (татары, 69 мужчин и 71 женщина).
В начале XX века здесь действовали мечеть и мектеб. В этот период земельный надел сельской общины составлял 421,8 десятину. До 1920 года деревня входила в Старо-Кашировскую волость Мензелинского уезда Уфимской губернии. С 1920 года в составе Мензелинского, с 1922 — Челнинского кантонов ТАССР. С 10.08.1930 в Сармановском районе. В 1970-х года в состав деревни вошла деревня Верхний Баткак.

## Население
| 1781 | 1859 | 1870 | 1926 | 1949 | 1958 | 1970 | 1979                   |
| ---- | ---- | ---- | ---- | ---- | ---- | ---- | ---------------------- |
| 34   | 143  | 140  | 170  | 220  | 135  | 142  | 95 1989 = 132 2000 =92 |

Национальный состав села — татары.

## Экономика
Полеводство, молочное скотоводство.

## Инфраструктура
Начальная школа, клуб.